# Stenalcidia constipata
Stenalcidia constipata är en fjärilsart som beskrevs av Paul Dognin 1908. Stenalcidia constipata ingår i släktet Stenalcidia och familjen mätare. Inga underarter finns listade i Catalogue of Life.